# Ancistrosyrinx clytotropis
Ancistrosyrinx clytotropis é uma espécie de gastrópode do gênero Ancistrosyrinx, pertencente a família Cochlespiridae.